# Ralph Hammeras
Ralph Hammeras (Minneapolis, 24 de março de 1894 — Los Angeles, 3 de fevereiro de 1970), foi um projetor de efeitos especiais, diretor de fotografia e diretor de arte americano. Ele foi indicado a três Óscares. Ele criou uma miniatura em grande escala da cidade de Londres para o filme The Sky Hawk, do qual ele também criou efeitos mecânicos especiais.

## Prêmios
- 1929: Indicado ao Oscar de Melhor Engenharia de Efeitos.[2]
- 1931: Indicado ao Oscar de melhor direção de arte pelo filme Just Imagine.[3]
- 1949: Indicado ao Oscar de melhores efeitos visuais pelo filme Deep Waters.[4]